# Notoreas orphanaea
Notoreas orphanaea är en fjärilsart som beskrevs av Edward Meyrick 1883. Notoreas orphanaea ingår i släktet Notoreas och familjen mätare. Inga underarter finns listade i Catalogue of Life.